# Aron Royé
Aron Royé (Amsterdam, 3 april 1988) is een Nederlandse basketballer die speelt voor Apollo Amsterdam in de Dutch Basketball League (DBL).

## Carrière
Royé is al sinds jaar en dag betrokken bij Amsterdam. Hij kwam allereerst uit voor de jeugd van de Astronauts. In 2006 verhuisde Royé naar Zorg en Zekerheid Leiden, waar hij anderhalf seizoen speelde. Na een half jaartje Spanje koos hij voor Hanzevast Capitals/GasTerra Flames Groningen, waarmee hij in 2009-2010 kampioen van Nederland werd. Sinds het faillissement van Amsterdam Basketbal in 2011 wachtte de nieuwe organisatie, BC Apollo, Royé op om hem terug te halen naar waar hij ooit speelde. In de promotiedivisie werd hij met Apollo kampioen, waarna zowel Amsterdam als Royé hun rentree maakten in de Dutch Basketball League. Daarin werd hij twee seizoenen smaakmaker van Apollo met gemiddeld 16 punten en oog voor zijn medespelers.
Na twee seizoenen koos Royé voor Den Helder Kings, maar deze club ging in december 2014 failliet. Hierdoor keerde Royé tot en met het seizoen 2016/2017 terug naar Apollo. Op 31 mei 2017 tekende Royé een contract voor twee jaar bij Donar., maar dat pakte niet goed uit. Royé besloot afgelopen januari opnieuw terug te gaan naar Apollo, waar hij goed was voor gemiddeld 11 punten en 7 assists. Ook is Royé een bekende speler in het 3x3 basketbal geworden, waarin hij de bijnaam Royal Flush heeft gekregen.

## Erelijst
- Landskampioen (2010)
- NBB-Beker (2011)
- Landskampioen (2012)
- 2x All-Star (2013, 2014)

## Statistieken
Dutch Basketball League
| Jaar    | Team       | GS | MPW  | 2P%  | 3P%  | VW%  | RPW | APW | SPW | BPW | PPW  |
| ------- | ---------- | -- | ---- | ---- | ---- | ---- | --- | --- | --- | --- | ---- |
| 2006–07 | Leiden     | 36 | 10.9 | .293 | .188 | .588 | 0.9 | 1.3 | 0.6 | 0.0 | 1.5  |
| 2007–08 | Leiden     | 21 | 13.3 | .386 | .267 | .500 | 0.8 | 1.6 | 0.6 | 0.1 | 2.5  |
| 2008–09 | Groningen  | 44 | 11.6 | .444 | .313 | .750 | 1.1 | 1.2 | 1.0 | 0.0 | 2.4  |
| 2009–10 | Groningen  | 45 | 17.3 | .552 | .330 | .771 | 1.4 | 2.2 | 0.8 | 0.0 | 4.2  |
| 2010–11 | Groningen  | 40 | 17.9 | .435 | .342 | .711 | 1.4 | 1.7 | 1.0 | 0.0 | 4.8  |
| 2012–13 | Amsterdam  | 30 | 33.2 | .460 | .359 | .809 | 4.0 | 4.3 | 1.1 | 0.1 | 16.3 |
| 2013–14 | Amsterdam  | 37 | 31.2 | .413 | .332 | .691 | 3.9 | 3.8 | 1.1 | 0.0 | 13.2 |
| 2014–15 | Den Helder | 5  | 27.0 | .546 | .316 | .583 | 3.2 | 5.4 | 1.2 | 0.0 | 7.4  |
| 2014–15 | Amsterdam  | 12 | 27.0 | .426 | .324 | .647 | 3.8 | 3.9 | 0.7 | 0.0 | 9.3  |
| 2015–16 | Amsterdam  | 30 | 35.4 | .421 | .332 | .776 | 4.4 | 4.2 | 0.8 | 0.0 | 12.8 |
| 2016–17 | Amsterdam  | 34 | 33.9 | .464 | .354 | .653 | 4.2 | 5.0 | 1.1 | 0.1 | 13.1 |
| 2017–18 | Groningen  | 13 | 16.4 | .429 | .398 | .500 | 1.6 | 1.5 | 0.5 | 0.1 | 4.7  |
| 2017–18 | Amsterdam  | 18 | 31.9 | .515 | .279 | .756 | 3.9 | 6.6 | 0.9 | 0.0 | 11.3 |
| 2018–19 | Amsterdam  | 26 | 29.1 | .516 | .332 | .539 | 4.2 | 4.7 | 1.2 | 0.0 | 12.9 |